# Гіропор
Гіропор (Gyroporus) — рід базидіомікотових грибів родини гіропорові (Gyroporaceae). Плодове тіло гіропора схоже на плодове тіло білого гриба, проте ніжка гіропора порожниста.

## Види
Рід містить 10 видів:
G. ammophilus

G. brunneofloccosus

G. castaneus — Гіропор каштановий

G. cyanescens — Гіропор березовий синіючий

G. heterosporus

G. longicystidiatus

G. malesicus

G. phaeocyanescens

G. purpurinus

G. subalbellus

G. tuberculatosporus

G. variabilis